# Duo
Pour les articles homonymes, voir Duo (homonymie).

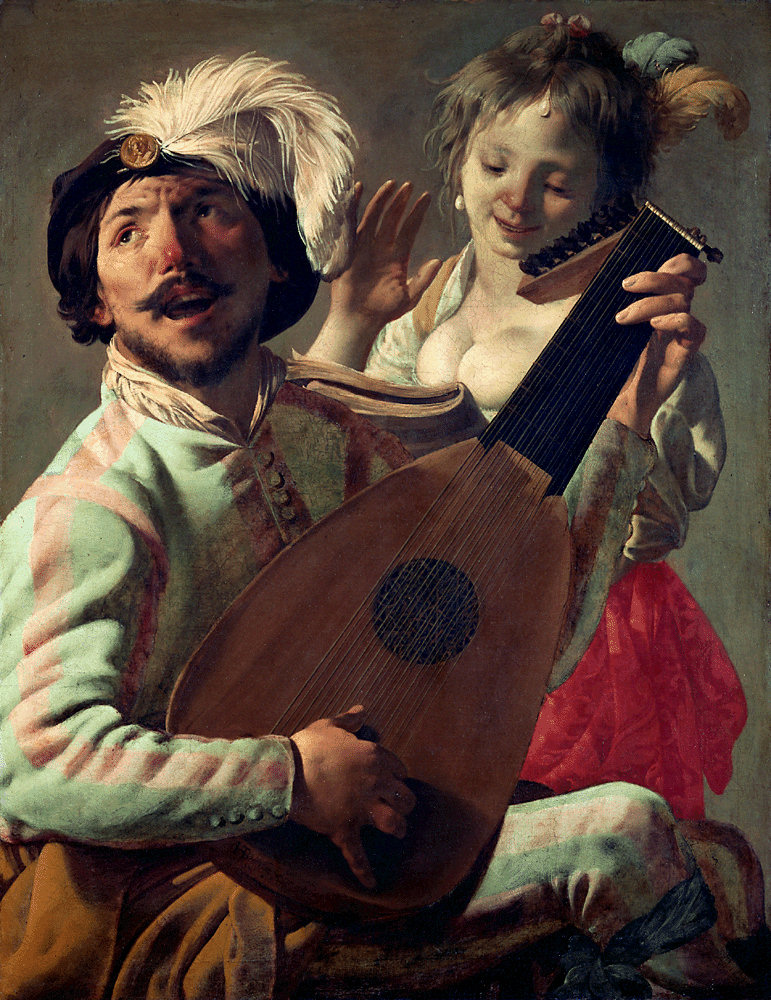
Le Duo, par Hendrick ter Brugghen (1628).

En musique, un duo (mot repris de l'italien), intermédiaire entre le soliste et le trio, désigne : 
- un ensemble de deux musiciens (chanteurs ou instrumentistes) ;
- une écriture musicale à deux parties solistes, avec ou sans accompagnement ;
- une œuvre musicale pour deux musiciens de genre et de forme très variés.

Par extension, un duo peut désigner tout ensemble de deux personnes ou personnages agissant généralement ensemble dans ce qu'ils entreprennent : duo comique, duo d'animateurs de télévision, duo de personnages inséparables, etc.
En photographie, un duo est la représentation de deux personnes sur le même cliché ; par opposition à « couple », un duo représente des personnes posant ensemble en collaboration sans se connaître intimement.

## Ensemble musical

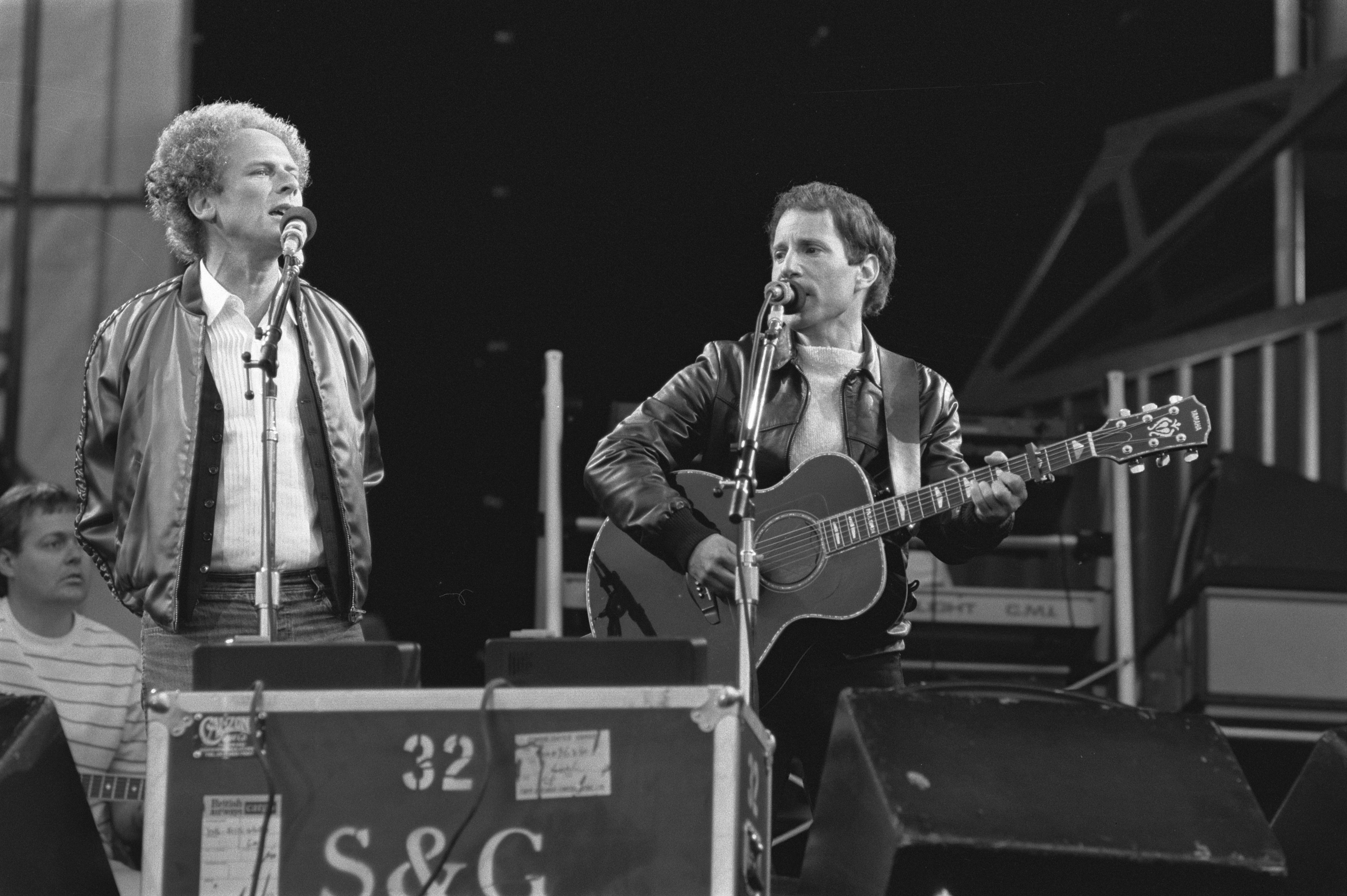
Un duo de folk américain, Simon and Garfunkel.

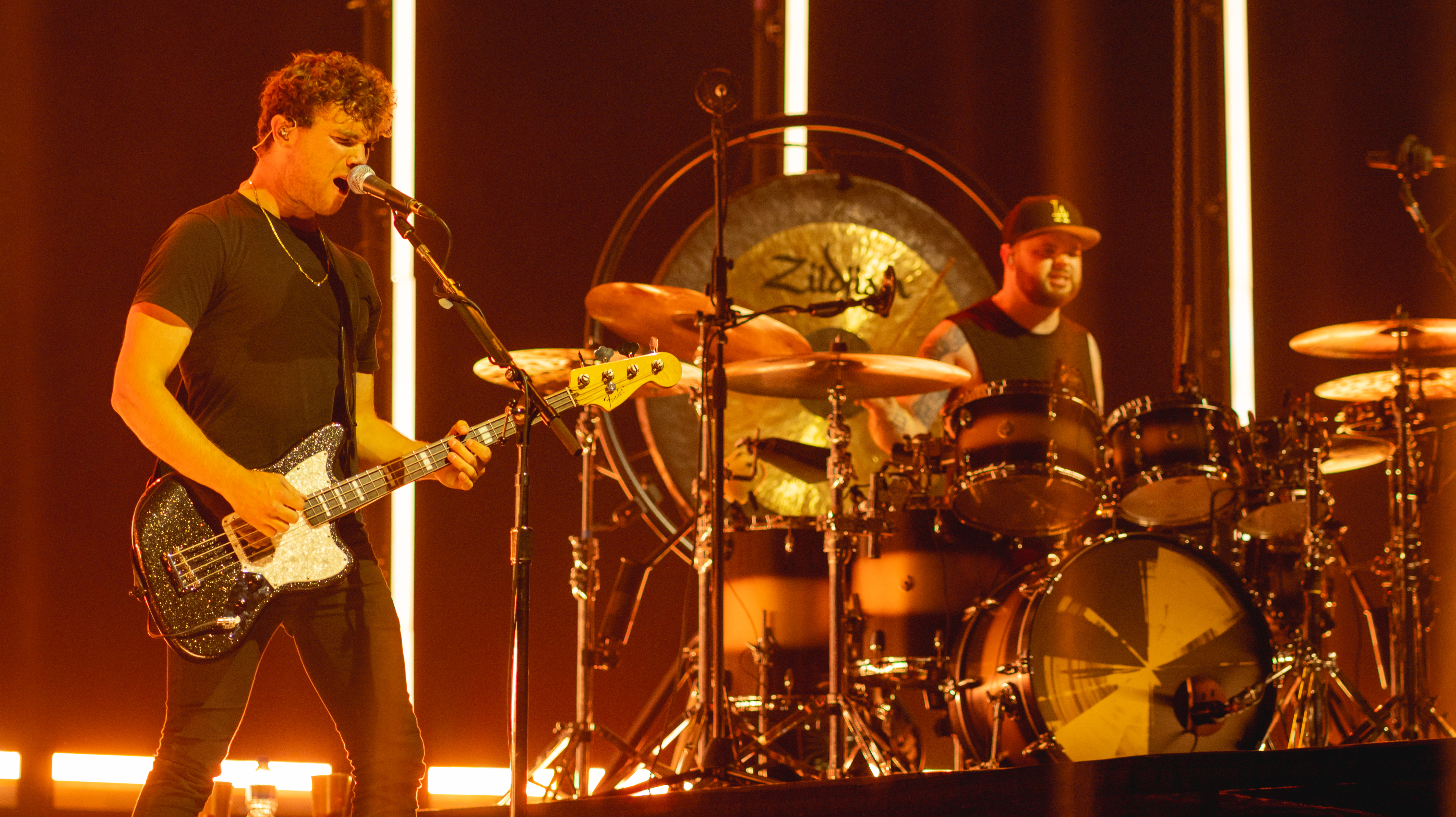
Un duo de rock britannique, Royal Blood.

Un duo est tout d'abord un ensemble musical ou groupe de musique composé de deux musiciens solistes ou de deux groupes de musiciens, c'est-à-dire deux pupitres.
On parle de « duo virtuel » lorsque les deux parties musicales du duo ne sont pas ensemble pour réaliser l’œuvre musicale, mais que leurs prestations ont été rassemblées par mixage audio, par exemple sur un album.

## Genre musical

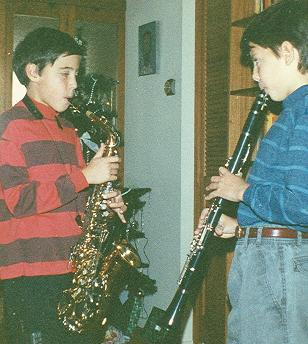
Jeune duo saxophone-clarinette.

Un duo est également un genre musical, destiné à ce type de formation. Il désigne alors une pièce musicale à deux parties simultanées, destinée à être interprétée par deux solistes, avec ou sans accompagnement :
- Lorsqu'il s'agit d'un duo chanté, le genre est souvent structuré de la manière suivante : une voix chante la mélodie toute seule ; puis, l'autre voix chante celle-ci à son tour ; enfin, la mélodie est reprise par les deux voix ensemble. Ce stéréotype est fréquemment utilisé  aussi bien dans la musique populaire — chansons — qu'à l'opéra.
- Dans la musique classique, et plus précisément, dans la musique de chambre, de nombreuses sonates sont en fait des « sonates en duo ». Par exemple, la Sonate pour violon et piano de Maurice Ravel, les 6 Duos pour harmonium et piano opus 8 (1857) de Camille Saint-Saëns, ou de nombreux duos pour flûte et violon.
- Un duetto (diminutif italien de duo) désigne un duo de courte durée.